# Udar (singel)
Udar – pierwszy singiel Urszuli promujący jej ósmy album Udar.

## Lista utworów
- "Udar" (4:24)

## Twórcy
- Urszula – śpiew, chórki
- Staszek Zybowski – gitary
- Jarek Chilkiewicz – gitara
- Wojtek Kuzyk – gitara basowa
- Sławek Piwowar – instrumenty klawiszowe
- Krzysiek Poliński – perkusja
- Ania Stankiewicz – chórki
- Robert Szymański – perkusja
- Wojciech Kowalewski – instrumenty perkusyjne
- David Sausedo Valle – konga

- Nagrania dokonano w Vega Studio
- Rejestracja nagrania - Staszek Zybowski/Wojtek Kuzyk
- Produkcja artystyczna nagrania - Staszek Zybowski
- Realizacja i rejestracja nagrania - Rafał Paczkowski
- Mix-Studio S-4 - Rafał Paczkowski
- Mastering - Grzegorz Piwkowski

## Listy przebojów
| Notowania               | pozycja |
| ----------------------- | ------- |
| Top 15 - Wietrzne Radio | 10      |